# London League (Badminton)
Die London League war eines der bedeutendsten Badmintonturniere im ersten Jahrzehnt des 20. Jahrhunderts und der erste Ligawettbewerb im Badminton.

## Geschichte
Im Jahr 1908 wurde die Liga erstmals ausgetragen, wobei von Anfang an bis zur letztmaligen Auflage ausschließlich Mixed-Doppel gespielt wurden. Von einer Division wuchs die Liga auf 12 Divisions in den 1930er Jahren an.
Die London League existierte bereits vor der Gründung der englischen County Associations im Badminton. Die Liga bekam mit der Gründung und der Einführung der Inter-County Championships jedoch starke Konkurrenz. Im letzten Vorkriegsjahr 1939 gehörten der ersten Division der London League die Vereine Alexandra Palace, Logan, Cazenove (alle Middlesex), Crystal Palace, Sundridge Park (beide Kent) und Sutton (Surrey) an. Mehrere dieser Klubs gab es nach dem Zweiten Weltkrieg nicht mehr. Heute existiert von den genannten Vereinen nur noch Cazenove. Fehlende Sporthallen erschwerten den Start nach dem Krieg, sodass der Neustart der Liga erst 1950 erfolgte. Der 1. Division gehörten bei dieser Premieren-Nachkriegsauflage Badgers (Kent), Cazenove (Middlesex), Frognal (Middlesex), Ebbisham (Surrey) und Wimbledon (Surrey) an. In der Saison 1978/1979 wurde die Liga letztmals ausgespielt.